# Trygonometryczne wzory redukcyjne
Wzory redukcyjne – wzory pozwalające sprowadzić obliczanie wartości funkcji trygonometrycznych dowolnego kąta skierowanego do obliczenia wartości funkcji dla kąta ostrego, a dalej dla kąta o mierze z zakresu od 90° do 180°
W poniższych wzorach używana jest miara łukowa kąta. Korzystając z miary stopniowej należy w poniższych wzorach podstawić 180° w miejsce π.

## Sinus i cosinus
| {\displaystyle \sin \left(-\alpha \right)=-\sin \alpha }                   | {\displaystyle \cos \left(-\alpha \right)=\cos \alpha }                    |
| {\displaystyle \sin \left({\frac {\pi }{2}}-\alpha \right)=\cos \alpha }   | {\displaystyle \cos \left({\frac {\pi }{2}}-\alpha \right)=\sin \alpha }   |
| {\displaystyle \sin \left({\frac {\pi }{2}}+\alpha \right)=\cos \alpha }   | {\displaystyle \cos \left({\frac {\pi }{2}}+\alpha \right)=-\sin \alpha }  |
| {\displaystyle \sin \left(\pi -\alpha \right)=\sin \alpha }                | {\displaystyle \cos \left(\pi -\alpha \right)=-\cos \alpha }               |
| {\displaystyle \sin \left(\pi +\alpha \right)=-\sin \alpha }               | {\displaystyle \cos \left(\pi +\alpha \right)=-\cos \alpha }               |
| {\displaystyle \sin \left({\frac {3\pi }{2}}-\alpha \right)=-\cos \alpha } | {\displaystyle \cos \left({\frac {3\pi }{2}}-\alpha \right)=-\sin \alpha } |
| {\displaystyle \sin \left({\frac {3\pi }{2}}+\alpha \right)=-\cos \alpha } | {\displaystyle \cos \left({\frac {3\pi }{2}}+\alpha \right)=\sin \alpha }  |
| {\displaystyle \sin \left(2\pi -\alpha \right)=-\sin \alpha }              | {\displaystyle \cos \left(2\pi -\alpha \right)=\cos \alpha }               |
| {\displaystyle \sin \left(2\pi +\alpha \right)=\sin \alpha }               | {\displaystyle \cos \left(2\pi +\alpha \right)=\cos \alpha }               |

## Tangens i cotangens
| {\displaystyle \operatorname {tg} (-\alpha )=-\operatorname {tg} \ \alpha }                                | {\displaystyle \operatorname {ctg} (-\alpha )=-\operatorname {ctg} \ \alpha }                            |
| {\displaystyle \operatorname {tg} \ \left({\frac {\pi }{2}}-\alpha \right)=\operatorname {ctg} \ \alpha }  | {\displaystyle \operatorname {ctg} \left({\frac {\pi }{2}}-\alpha \right)=\operatorname {tg} \ \alpha }  |
| {\displaystyle \operatorname {tg} \ \left({\frac {\pi }{2}}+\alpha \right)=-\operatorname {ctg} \ \alpha } | {\displaystyle \operatorname {ctg} \left({\frac {\pi }{2}}+\alpha \right)=-\operatorname {tg} \ \alpha } |
| {\displaystyle \operatorname {tg} \ \left(\pi -\alpha \right)=-\operatorname {tg} \ \alpha }               | {\displaystyle \operatorname {ctg} \left(\pi -\alpha \right)=-\operatorname {ctg} \ \alpha }             |
| {\displaystyle \operatorname {tg} \ \left(\pi +\alpha \right)=\operatorname {tg} \ \alpha }                | {\displaystyle \operatorname {ctg} \left(\pi +\alpha \right)=\operatorname {ctg} \ \alpha }              |

Podawanie wzorów typu {\displaystyle \operatorname {tg} \ \left({\frac {3\pi }{2}}+\alpha \right)=-\operatorname {ctg} \alpha } nie jest potrzebne, bo okresem funkcji tangens i cotangens jest π.
Wzory redukcyjne można wywieść z symetrii wykresów odpowiednich funkcji trygonometrycznych. Mianowicie, wykres funkcji sinus jest środkowo symetryczny względem dowolnego punktu osi OX o współrzędnej postaci kπ i osiowo symetryczny względem dowolnej prostej o równaniu x = π/2 + kπ. Dla cosinusa odpowiednie symetrie wypadają dla x =π/2 + kπ oraz x = kπ. Dla tangensa i cotangensa mamy jedynie symetrie środkowe odpowiednio względem punktów x=kπ oraz x=π/2 + kπ.

## Interpretacja na wykresie
Wykresy pozwalają też na wyobrażenie sobie (i szybkie odtworzenie w pamięci lub na kartce) wzorów redukcyjnych.
1. W tym celu trzeba tylko zapamiętać jak wyglądają wykresy funkcji trygonometrycznych. Następnie przekształcamy wykres tej funkcji, którą mamy obliczyć:
- jeśli w argumencie jest {\displaystyle (x+\alpha )} gdzie {\displaystyle \alpha } jest równe np. {\displaystyle {\frac {\pi }{2}},} {\displaystyle \pi ,} {\displaystyle {\frac {3}{2}}\pi ,} lub {\displaystyle 2\pi ,} to przesuwamy wykres odpowiedniej funkcji o {\displaystyle \alpha } w lewo.
- jeśli w argumencie jest {\displaystyle (x-\alpha )} to przesuwamy wykres o {\displaystyle \alpha } w prawo.
- jeśli w argumencie jest {\displaystyle (\alpha -x)} to przesuwamy wykres o {\displaystyle \alpha } w lewo i odbijamy wykres symetrycznie względem osi OY.

2. Jeśli przed funkcją stoi minus, odbijamy wykres względem osi OX.
3. Na koniec spoglądamy na powstały wykres w miejscu, w którym przecina oś OY:
- Jeśli przecina ją w punkcie {\displaystyle y=1,} to wynikiem jest {\displaystyle \cos(x)}
- Jeśli przecina ją w punkcie {\displaystyle y=-1,} to wynikiem jest {\displaystyle -\cos(x)}
- Jeśli przecina ją w środku układu współrzędnych i rośnie, to wynikiem jest {\displaystyle \sin(x)} (gdy przekształcaliśmy sinus lub cosinus) lub {\displaystyle \operatorname {tg} (x)} (gdy przekształcaliśmy tangens lub cotangens)
- Jeśli przecina ją w środku układu współrzędnych i maleje, to wynikiem jest {\displaystyle -\sin(x)} (gdy przekształcaliśmy sinus lub cosinus) lub {\displaystyle -\operatorname {tg} (x)} (gdy przekształcaliśmy tangens lub cotangens)
- Jeśli w ogóle nie przecina osi OY, a w przedziale od 0 do {\displaystyle \pi } rośnie, to wynikiem jest {\displaystyle \operatorname {ctg} (x)}
- Jeśli w ogóle nie przecina osi OY, a w przedziale od 0 do {\displaystyle \pi } maleje, to wynikiem jest {\displaystyle -\operatorname {ctg} (x)}

## Przykłady zastosowania
Dla odmiany użyta zostanie miara stopniowa. Należy pamiętać, że funkcje trygonometryczne są okresowe – jeżeli miara kąta przekracza 360° można wyodrębnić z niej wielokrotność 360° i przeprowadzać obliczenia dla pozostałej części.
{\displaystyle \sin 135^{\circ }=\sin(90^{\circ }+45^{\circ })=\cos 45^{\circ }={\frac {\sqrt {2}}{2}}}
{\displaystyle \cos 210^{\circ }=\cos(180^{\circ }+30^{\circ })=-\cos 30^{\circ }=-{\frac {\sqrt {3}}{2}}}
{\displaystyle \operatorname {tg} \ 585^{\circ }=\operatorname {tg} \ (3\cdot 180^{\circ }+45^{\circ })=\operatorname {tg} \ 45^{\circ }=1}
{\displaystyle \sin(-1035^{\circ })=-\sin 1035^{\circ }=-\sin(2\cdot 360^{\circ }+315^{\circ })=}{\displaystyle -\sin 315^{\circ }=-\sin(360^{\circ }-45^{\circ })=-(-\sin 45^{\circ })={\frac {\sqrt {2}}{2}}}
W obu ostatnich przykładach pominięto okres funkcji.